# Bertignolles
Bertignolles és un municipi francès situat al departament de l'Aube i a la regió del Gran Est. L'any 2007 tenia 69 habitants.

## Demografia

### Població
El 2007 la població de fet de Bertignolles era de 69 persones. Hi havia 32 famílies de les quals 8 eren unipersonals (8 homes vivint sols), 12 parelles sense fills i 12 parelles amb fills.
La població ha evolucionat segons el següent gràfic:
Habitants censats

### Habitatges
El 2007 hi havia 37 habitatges, 30 eren l'habitatge principal de la família, 4 eren segones residències i 3 estaven desocupats. Tots els 37 habitatges eren cases. Dels 30 habitatges principals, 25 estaven ocupats pels seus propietaris, 3 estaven llogats i ocupats pels llogaters i 3 estaven cedits a títol gratuït; 1 tenia dues cambres, 5 en tenien tres, 5 en tenien quatre i 20 en tenien cinc o més. 24 habitatges disposaven pel capbaix d'una plaça de pàrquing. A 12 habitatges hi havia un automòbil i a 17 n'hi havia dos o més.

### Piràmide de població
La piràmide de població per edats i sexe el 2009 era:
| Homes | Edats   | Dones |
| ----- | ------- | ----- |
| 0     | 95 o +  | 0     |
| 0     | 90 a 94 | 0     |
| 0     | 85 a 89 | 0     |
| 0     | 80 a 84 | 0     |
| 0     | 75 a 79 | 0     |
| 4     | 70 a 74 | 4     |
| 8     | 65 a 69 | 4     |
| 0     | 60 a 64 | 0     |
| 0     | 55 a 59 | 0     |
| 0     | 50 a 54 | 4     |
| 0     | 45 a 49 | 0     |
| 0     | 40 a 44 | 0     |
| 4     | 35 a 39 | 0     |
| 4     | 30 a 34 | 8     |
| 4     | 25 a 29 | 0     |
| 0     | 20 a 24 | 0     |
| 0     | 15 a 19 | 4     |
| 0     | 10 a 14 | 0     |
| 4     | 5 a 9   | 4     |
| 0     | 0 a 4   | 4     |

## Economia
El 2007 la població en edat de treballar era de 39 persones, 33 eren actives i 6 eren inactives. De les 33 persones actives 29 estaven ocupades (20 homes i 9 dones) i 4 estaven aturades (1 home i 3 dones). De les 6 persones inactives 3 estaven jubilades, 1 estava estudiant i 2 estaven classificades com a «altres inactius».
Activitats econòmiques
Dels 6 establiments que hi havia el 2007, 1 era d'una empresa extractiva, 1 d'una empresa alimentària, 2 d'empreses de fabricació d'altres productes industrials, 1 d'una empresa immobiliària i 1 d'una empresa de serveis.
L'únic servei als particulars que hi havia el 2009 era un taller de reparació d'automòbils i de material agrícola.
L'any 2000 a Bertignolles hi havia 17 explotacions agrícoles que ocupaven un total de 320 hectàrees.

## Poblacions més properes
El següent diagrama mostra les poblacions més properes.